# Гасеми, Комейл
Комейл Гасеми (перс. کمیل قاسمی‎, род. 27 февраля 1988) — иранский борец вольного стиля, олимпийский чемпион, чемпион Азии, призёр чемпионатов мира.
Родился в Сари. В 2007 и 2008 годах становился бронзовым призёром чемпионата мира среди юниоров. В 2011 году завоевал серебряную медаль чемпионата Азии.
В 2012 году стал обладателем бронзовой медали Олимпийских игр в Лондоне. 
В январе 2019 года грузинский борец Давит Модзманашвили был дисквалифицирован за применение допинга и лишён серебряной награды Олимпийских игр 2012 года.
23 июля 2019 года решением МОК Артур Таймазов, выступавший за сборную Узбекистана, был лишен золотой медали Олимпийских игр 2012 года в результате перепроверки допинг-проб.
26 июля 2019 года МОК и Международная федерация борьбы (UWW) объявили Комейла Гасеми чемпионом Олимпийских игр 2012 года.
В июле 2020 года МОК и UWW вновь перераспределил награды и вместе с Гасеми также и российскому борцу Билялу Махову присвоили золотые медали на Олимпийских играх в Лондоне, впервые в истории олимпийских турниров два борца поделили титул чемпиона.
В 2014 году стал чемпионом Азии и завоевал серебряную медаль чемпионата мира. На Олимпийских играх 2016 года в Рио уступил в финальной схватке турецкому бойцу Таха Акгюлю.